# Комарницький Сергій Іванович
Комарницький Сергій Іванович (7.11.1936, м. Хотин нині Чернівецької обл.) — дослідник історії Буковини періоду Другої світової війни. В 1959 році закінчив історичний факультет Чернівецького державного університету. 1959–60 рр. — працював у школі, 1960–71 рр. — в Чернівецькому краєзнавчому музеї. 1963–67 рр. навчався в заочній аспірантурі Ін-ту історії АН УРСР. Кандидатська дисертація «Боротьба трудящих Радянської Буковини проти фашистських окупантів в роки Великої Вітчизняної війни 1941—1945 рр.» (1970 р., науковий керівник — чл.-кор. АН УРСР М. І. Супруненко). 1971–74 рр. — м.н.с. відділу історії Північної Буковини (Чернівці) Ін-ту історії АН УРСР. У 1975 р. перейшов на викладацьку роботу.

## Праці
- Комарницький С. І. Військово-історична конференція в Чернівцях [присвячена 30-річчю Перемоги радянського народу у Великій Вітчизняній війні) // Український історичний журнал. — Київ, «Наукова думка», 1975. — № 7. — c.151
- Комарницький С. І., КУКУРУДЗЯК М. Г., ЛЯПУНОВ Ю. П. З історії святкування Першого травня на Північній Буковині за часів панування австро-угорських та румунських загарбників // Український історичний журнал. — Київ, «Наукова думка», 1974. — № 7. — c.107
- Комарницький С. І. Наукова конференція буковинознавців [Чернівці, 1973 р.] // Український історичний журнал. — Київ, «Наукова думка», 1973. — № 5. — c.156
- Комарницький С. І. Наукова конференція, в Чернівцях: [Відзначення 50-річчя утворення СРСР] // Український історичний журнал. — Київ, «Наукова думка», 1973. — № 2. — c.153
- Комарницький С. І. До 30-річчя Хотинського підпілля (1941—1942 pp.) // Український історичний журнал. — Київ, «Наукова думка», 1972. — № 10. — c.133
- Комарницький С. І. Вклад трудящих Радянської Буковини у перемогу над фашистською Німеччиною // Український історичний журнал. — Київ, «Наукова думка», 1970. — № 7. — c.53
- Комарницький С. І. В. І. Чапаєв на Буковині // Український історичний журнал. — Київ, «Наукова думка», 1970. — № 2. — c.102
- Комарницький С. І., ЛЯПУНОВ Ю. П. З історії комсомолу Північної Буковини (1920—1945 pp.) // Український історичний журнал. — Київ, «Наукова думка», 1969. — № 7. — c.68
- Комарницький С. І. Роль прогресивної преси в революційному вихованні трудящих Північної Буковини (20–30-і роки XX ст.) // Український історичний журнал. — Київ, «Наукова думка», 1967. — № 6. — c.82